# آسفالت خود ترمیم شونده
آسفالت خود ترمیم شونده (به انگلیسی: self-healing asphalt pavement) گونهٔ جدید از آسفالت هاست که توسط محققان دانشگاه دلفت هلند در حال توسعه است. این نوع از آسفالت‌ها فواید زیادی در کاهش ترافیک، سر و صدا، هزینه و زمان دارد. این آسفالت‌ها نسبت به آسفالت‌های معمولی طول عمر بیشتری دارد و برای ترمیم آن از هزینهٔ کمتری استفاده می‌شود.

## چکیده
تکنولوژی خود ترمیم شونده زمینه ای جدید در علم مواد است. به کار بردن تکنولوژی خود ترمیم شونده در آسفالت خیابان‌ها و جاده‌ها روشی جدید برای افزایش طول عمر جاده‌ها و کاهش نیاز به ترمیم جاده هاست. همچنین در این آسفالت‌های خود ترمیم شونده از منابع طبیعی کمتری استفاده می‌شود و با محیط طبیعی سازگاری دارد. از دیگر فواید آن کاهش ترافیک ناشی از قطعی جاده به علت بازسازی آسفال وکاهش گاز CO2 می‌باشد. سه دستهٔ اصلی تکنولوژی خود ترمیم شونده برای آسفالت‌ها موجود است.

## دسته‌های اصلی تکنولوژی خود ترمیم شونده برای آسفالت
1. ذرات نانو
2. حرارت القایی
3. جوانساز

## نانو ذرات
از معدود نانو ذرات می‌توان به خاک رس نانو که در مخلوط آسفالت استفاده می‌شود نام برد که باعث افزایش طول عمر حرارتی و تغییر شکلی آسفالت می‌شود. در این حوزه تحقیقات کمی انجام شده و دادهای اندکی در دسترس است. گونه دیگر نانو ذرات نانو لاستیک‌ها هستند که از مخلوطی از لاستیک‌ها و پلیمرها تشکیل شده‌اند. این مواد قابلیت این را دارند که تا ۷۰٪ خود را ترمیم کنند.

## حرارت القایی

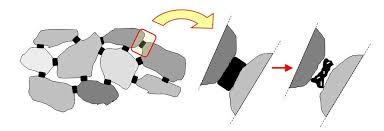
در این تصویر قیر فاسد شده با حرارت و توزیع قیر آغشته به فیلر بعد از حرارت

برای اولین بار مینسک این تکنولوژی را طراحی کرد و پیش برد.او اولین آسفالت رسانا را با استفاده از گرافیت (نیمه رسانا) به قصد ذوب برف و یخ موجود بر سطح جاده را ساخت. در این اواخر نیز تحقیق‌هایی در این زمینه انجام شده. رساناهای الکتریکی فیبرها و فیلرها (فیبر کربن، گرافیت، فیبر فولاد، پشم فولاد و پلیمرهای رسانا) نیز به مخلوط آسفالت اضافه شده که سبب افزایش درصد خود ترمیمی در حرارت القایی شده. پروسهٔ این کار اینگونه است که در قیر موجود در آسفالت مقداری از فیلرها حل می‌شود که باعث افزایش قدرت پیوندها بین ذرات آسفالت می‌شود و همچنین ظرفیت خود ترمیمی در این آسفالت‌ها افزایش میابد. نکته جالبتر و مهتر این روش ای است که اگر بعد از مدتی اگر به هر دلیلی (تابش اشعهٔ فرابنفش، آب و هوا، اکسیداسیون و فشار) شکاف در جاده به وجود آمد با کمک دستگاه تابش امواج الکترومغناطیسی به مخلوط فیلر و قیر حرارت داده می‌شوددر اثر این حرکت قیر به داخل شکاف نفوذ پیدا می‌کند و آسفالت ترمیم می‌شود. طبق تحقیقات انجام شده پشم فولاد دراز از پشم فولاد کوتاه برای این مخلوط بهتر است. این پروسه برای اولین بار در هلند با جادهٔ آزمایشی ۴۰۰ متری انجام شد و بر اساس نتایج عمر جاده دو برابر و عمر ترمیم چهار برابر می‌شود. بهترین کاربرد این نوع از خود ترمیم شونده برای جاده‌های متخلخل است که جلوتر صحبت می‌کنیم.

## جاده‌های متخلخل+حرارت القایی

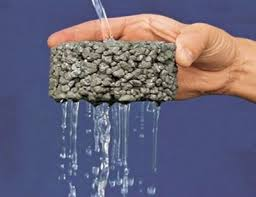
این آسفال به علت ساختار متخلخل آب را می‌مکد

از مشکلات آسفالت‌های معمولی می‌توان به جمع شدن آب روی سطح جاده به صورت چالهٔ آب یا سیلاب و سرو صدای زیاد می‌باشد. آسفالت‌های متخلخل به علت ساختار متخلخل خود آب‌های روی سطح جاده را می‌مکند و به داخل زمین می‌کشند و مانع به وجود آمدن سیلاب می‌شود. علاوه بر آن امواج صوتی وقتی به این جاده‌ها می‌رسند در این ساختار متخلخل حذف می‌شوند و اینگونه جاده سر و صدای جاده را جذب می‌کند؛ ولی این آسفالت‌ها هم مشکلاتی دارند. از مشکلات آن‌ها می‌توان به جدا شدن آسان تکه‌های سنگ از جاده (به علت ساختار متخلخل) می‌شود. برای جلوگیری از این کار محققان به روش حرارت القایی پناه برده‌اند.

## جوانساز
جوانساز یک امولسیون کاتیونی مهندسی شده شامل موادی به نام مالتن (رزین و نفت) اشباع شده‌است. هدف این جوانسازها این است که چسب آسفالت‌های اکسید شده را سست کنند تا این مواد به داخل آسفالت نفوذ کنند و ترکیب آسفالت را متعادل نگهدارند. جوانسازها دو گونه اند
1. لایه‌های خود سرهم شونده
2. میکرو کپسول‌ها

## لایه‌های خود سرهم شونده
وقتی فسمتی از سطح آسفالت ترک می‌خورد اگر در فازهای اولیه باشد می‌توان با افزودن این مواد به سطح رویی هم باعث جلوگیری از پیشرفت ترک شد و هم ترک به وجود آمده را ترمیم کرد. ایراد این روش این است که اگر عمق ترک زیاد تر از حد باشد این روش کارایی ندارد. تحقیقات نشان داده‌است که این مواد حد اکثر تا عمق ۲۰ میلی‌متر می‌تواند پیشروی کند. علاوه بر آن این مواد باعث کاهش چشمگیر اصطکاک جاده می‌شوند. ایرادات این گونه از مواد در گونه دیگر یعنی میکرو کپسول‌ها حل می‌شود.

## میکرو کپسول‌ها

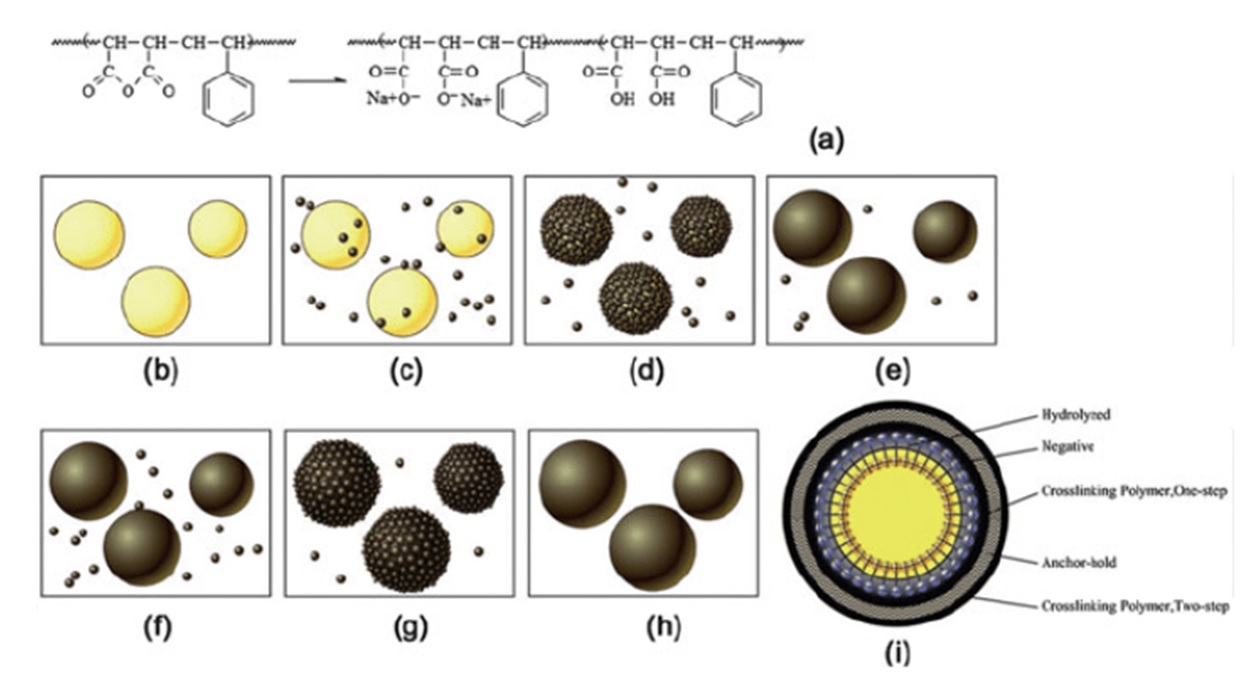
در این شکل ساختار دو لایهٔ میکرو کپسول‌ها دیده می‌شود که در وسط آن مواد جوانساز قرار دارند

روش کلی این گونه به این صورت است که کپسول‌های ریزی در ابعاد میکرو متر در داخل ترکیب آسفالت قرار میگرند و به لایه‌های زیرین و میانی نفوذ می‌کنند و بلافاصله بعد از تشکیل ترک در آسفالت انرژی به این کپسول‌ها برخورد می‌کند و مواد ترمیم کننده (جوانساز) داخل این کپسول‌ها وارد ترکیب آسفالت می‌شود و بلافاصله ترک را ترمیم می‌کند.
انواع مختلفی از این کپسول‌ها وجود دارند که باید ویژگی‌های مکانیکی و حرارتی لازم برای بقا در میان ترکیبات آسفالت را داشته باشند.